# 西城管理委员会 (灵石县)
西城管理委员会，是中华人民共和国山西省晋中市灵石县下辖的一个类似乡级单位。

## 行政区划
西城管理委员会下辖以下地区：仁里社区、滨河社区、涌泉社区、天石社区、平安社区、晋阳社区、万通社区、常青社区和中盛社区。